# Estadi Municipal de Barreiro
L'Estadi Municipal de Barreiro és un camp de futbol de la ciutat de Vigo, a la província de Pontevedra. Propietat de l'Ajuntament de la ciutat, té una capacitat de 4.500 espectadors i unes dimensions de 101x65m.
Hi disputen els seus partits com a locals el Celta de Vigo B i el Gran Peña Fútbol Club.